# Diocèse de Punto Fijo
Le diocèse de Punto Fijo (en latin : Diœcesis Punctifixensis ; en espagnol : Diócesis de Punto Fijo) est un diocèse de l'Église catholique au Venezuela, suffragant de l'archidiocèse de Coro.

## Territoire

Carte des diocèses du Venezuela avec le diocèse de Punto Fijo en rouge

Le territoire du diocèse couvre les municipalités de Carirubana, Falcón et Los Taques de l'État de Falcón ; le reste de cet état se situe dans l'archidiocèse de Coro dont le diocèse de Punto Fijo est suffragant. Il a son évêché à Punto Fijo avec la cathédrale Nuestra Señora de Coromoto (es) et possède un territoire d'une superficie de 3405 km2 avec 20 paroisses.

## Histoire
Le diocèse est créé par le pape Jean-Paul II par la bulle pontificale "Ad Melius Prospiciendum" le 12 juillet 1997. Il est érigé sur une partie du territoire démembré du diocèse de Coro, ce dernier est élevé en archidiocèse le 23 novembre 1998 par la bulle Usque omnium de Jean-Paul II et le diocèse de Punto Fijo devient son suffragant. Le 1er évêque est Mgr Juan María Leonardi Villasmil, qui prend possession du nouveau siège épiscopal le 30 août 1997 jusqu'à sa maladie en 2014. Le 4 juin 2016, le pape François nomme le Père Carlos Cabezas comme deuxième évêque diocésain. 

## Évêques
- Juan María Leonardi Villasmil (1997-2014)
  - Roberto Lückert León (2014-2016) (administrateur apostolique)
- Carlos Alfredo Cabezas Mendoza (2016-  )

## Sources
- http://www.catholic-hierarchy.org